# Landgericht Cadolzburg

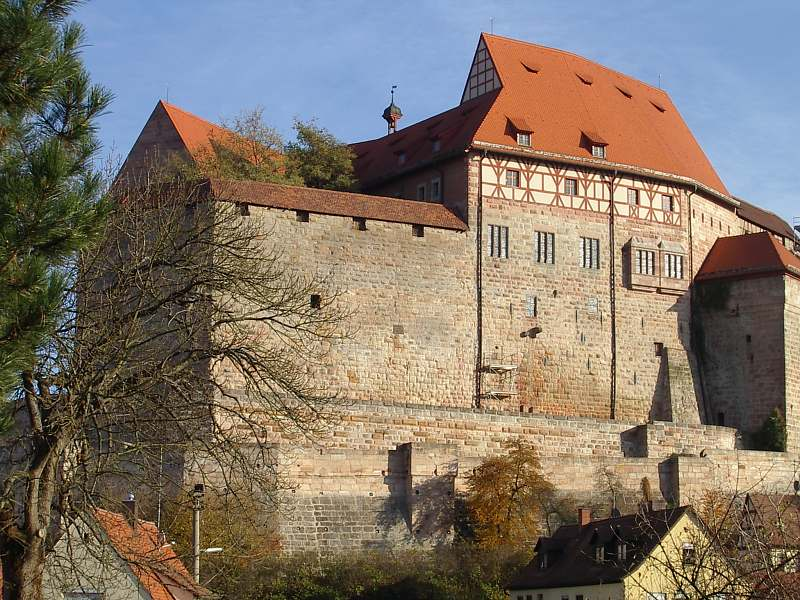
Burg Cadolzburg, Sitz des Landgerichts Cadolzburg

Das Landgericht Cadolzburg war ein von 1808 bis 1879 bestehendes bayerisches Landgericht älterer Ordnung mit Sitz in Cadolzburg im heutigen Landkreis Fürth. Das Landgericht war in der Burg Cadolzburg untergebracht.

## Lage
Das Landgericht Cadolzburg grenzte im Südwesten an das Landgericht Heilsbronn, im Westen an das Landgericht Markt Erlbach, im Norden an das Landgericht Herzogenaurach, im Norden und Osten an das Landgericht Erlangen und im Süden an das Landgericht Schwabach.

## Struktur

### Steuerdistrikte
1808 wurde im Verlauf der Verwaltungsneugliederung Bayerns das Landgericht Cadolzburg errichtet. Dieses gehörte zunächst zum Pegnitzkreis und ab 1810 zum Rezatkreis. 1808 wurden 19 Steuerdistrikte gebildet:
- Ammerndorf mit Bubenmühle;
- Buchschwabach mit Clarsbach, Kastenreuth, Oedenreuth, Raitersaich, Trettendorf, Weitersdorf und Wimpashof;
- Cadolzburg;
- Deberndorf mit Ballersdorf, Hornsegen, Rütteldorf, Vogtsreichenbach und Zautendorf;
- Fernabrünst mit Bronnenmühle, Vincenzenbronn und Wendsdorf;
- Großhabersdorf mit Schwaighausen, Stammesmühle, Weihersmühle und Ziegelhütte;
- Großweismannsdorf mit Defersdorf, Gutzberg, Kleinweismannsdorf, Loch, Oberbüchlein, Sichersdorf und Unterbüchlein;
- Keidenzell mit Burggrafenhof, Hammerschmiede, Klaushof, Ödenhof, Stinzendorf und Wittinghof;
- Langenzenn mit Alizberg, Gauchsmühle, Neumühle, Lohmühle und Wasenmühle;
- Laubendorf mit Erlachskirchen, Hardhof, Heinersdorf, Heinersdorfer Mühle und Lohe;
- Leichendorf mit Anwanden, Banderbach, Bronnamberg, Lind, Leichendorfermühle, Rehdorf, Weiherhof und Wintersdorf;
- Obermichelbach mit Burgstall, Galgenhof, Hauptendorf, Rothenberg, Schleifmühle, Steinbach und Untermichelbach;
- Roßtal;
- Seukendorf mit Erzleitenmühle, Göckershof, Hausen, Hiltmannsdorf, Horbach, Kagenhof, Kohlersmühle, Raindorf und Seckendorf Taubenhof;
- Steinbach mit Egersdorf, Gonnersdorf, Greimersdorf, Pleikershof, Roßendorf, Schwadermühle und Wachendorf;
- Unterschlauersbach mit Dürrnfarrnbach, Kirchfarrnbach und Oberreichenbach;
- Veitsbronn mit Bachmühle, Bernbach, Kreppendorf, Retzelfembach, Siegelsdorf, Tuchenbach und Veitsmühle;
- Weinzierlein mit Buttendorf, Herboldshof, Kernmühle, Neuses und Stöckach;
- Wilhermsdorf mit Denzelmühle, Fallmeisterei, Lenzenhaus, Walkmühle.

### Ruralgemeinden
1808 entstanden die Ruralgemeinden, die zunächst deckungsgleich mit den Steuerdistrikten waren. Mit dem Zweiten Gemeindeedikt (1818) erhielten die Ruralgemeinden mehr Befugnisse. Zugleich wurden einige der bis dahin bestehenden Ruralgemeinden aufgespalten. Damit gab es folgende 27 Ruralgemeinden:
- Ammerndorf mit Bubenmühle;
- Bronnamberg mit Banderbach und Weiherhof;
- Buchschwabach mit Clarsbach und Raitersaich;
- Burgstall mit Galgenhof, Hauptendorf, Schleifmühle und Steinbach;
- Cadolzburg;
- Deberndorf mit Ballersdorf, Hornsegen, Rütteldorf, Vogtsreichenbach und Zautendorf;
- Fernabrünst mit Bronnenmühle, Vincenzenbronn und Wendsdorf;
- Großhabersdorf mit Schwaighausen, Stammesmühle, Weihersmühle und Ziegelhütte;
- Großweismannsdorf mit Defersdorf und Kleinweismannsdorf;
- Gutzberg mit Loch, Oberbüchlein, Sichersdorf und Unterbüchlein;
- Horbach mit Göckershof, Hausen, Kagenhof, Raindorf und Seckendorf;
- Keidenzell mit Burggrafenhof, Hammerschmiede, Klaushof, Ödenhof, Stinzendorf und Wittinghof;
- Kirchfarrnbach mit Dürrnfarrnbach;
- Langenzenn mit Alizberg, Gauchsmühle, Neumühle, Lohmühle und Wasenmühle;
- Laubendorf mit Erlachskirchen, Hardhof, Heinersdorf, Heinersdorfer Mühle und Lohe;
- Leichendorf mit Anwanden, Lind, Leichendorfermühle, Rehdorf und Wintersdorf;
- Obermichelbach mit Rothenberg und Untermichelbach;
- Roßendorf mit  Gonnersdorf, Greimersdorf und Schwadermühle;
- Roßtal;
- Seukendorf mit Erzleitenmühle, Hiltmannsdorf, Kohlersmühle und Taubenhof;
- Steinbach mit Egersdorf, Pleikershof und Wachendorf;
- Tuchenbach mit Retzelfembach;
- Unterschlauersbach mit Oberreichenbach;
- Veitsbronn mit Bachmühle, Bernbach, Kreppendorf, Siegelsdorf und Veitsmühle;
- Weinzierlein mit Buttendorf, Herboldshof, Kernmühle, Neuses und Stöckach;
- Weitersdorf mit Kastenreuth, Oedenreuth, Trettendorf,  und Wimpashof;
- Wilhermsdorf mit Denzelmühle, Fallmeisterei, Lenzenhaus, Walkmühle.

Am 16. September 1836 wurde die Gemeinde Burgstall an das Landgericht Herzogenaurach abgegeben. Am 1. Oktober 1842 wurde Wilhermsdorf an das Landgericht Markt Erlbach abgegeben.
1840 hatte das Landgericht Cadolzburg eine Fläche von 41⁄2 Quadratmeilen (≈252 km²) und 13537 Einwohner, wovon 13436 Protestanten, 49 Katholiken und 72 Juden waren. Es gab 104 Ortschaften (1 Stadt, 3 Märkte, 6 Pfarrdörfer, 8 Kirchdörfer, 24 Dörfer, 31 Weiler und 31 Einöden) und 25 Gemeinden (1 Magistrat III. Klasse, und 24 Landgemeinden).